# Jean André (journaliste)
Pour les articles homonymes, voir Jean André et André.
Jean André (Mayenne, 7 janvier 1915 - Mayenne, 12 mars 1987) est un journaliste français.

## Biographie
Mayennais de souche, il s'était attaché à faire connaître la ville et les gens de Mayenne. Chroniqueur au journal Mayenne républicain, il avait ensuite rejoint le Courrier de la Mayenne. Correcteur à l'imprimerie de ce journal, il y écrivait également des rubriques, essentiellement d'histoire locale.

## Publications
- Le Journal d'un mayennais sous l'Occupation.
- Mayenne et ses alentours, répertoire alphabétique des rues, ruelles, places, quartiers, routes, chemins, lieux-dits et écarts.
- Biographies mayennaises. Célébrités et figures de Mayenne. Édité à compte d'auteur. 1979, suite en 1982.